# Alipes multicostis
Alipes multicostis är en mångfotingart som beskrevs av Ludwig Imhoff 1854. Alipes multicostis ingår i släktet Alipes och familjen Scolopendridae.
Artens utbredningsområde är:
- Kamerun.
- Ghana.
- Rwanda.
- Sierra Leone.

## Underarter
Arten delas in i följande underarter:
- A. m. intermedius
- A. m. multicostis
- A. m. medius
- A. m. silvestris